# Zona Universitària (metrostation)
Zona Universitària is een metrostation in Barcelona en is vernoemd naar de campus van de Universiteit van Barcelona. Dit station is nu nog het zuidelijke eindpunt van Lijn 3 (groene lijn, tot 1982 lijn IIIB). Het station ligt onder de Avinguda Diagonal en heeft vier ingangen, twee aan elke zijde van de laan. Tussen de straat en de halte bevindt zich een enkele vestibule. De halte bestaat uit zijperrons van 94 meter. Aan de westzijde bevindt zich nog een stuk tunnel met een smal perron, waar de metro's van richting kunnen wisselen en de bestuurder kan wisselen naar de besturingscabine aan het andere uiteinde van het metrostel.  
In de buurt van dit station is ook een Trambaixhalte met dezelfde naam.
De opening van dit station was in 1975 en is sindsdien ook verder uitgebreid met perrons voor lijnen L9 en L10. Ook bestaan er op papier plannen om lijn 3 zelf door te trekken naar de voorstad Sant Feliu de Llobregat. 